# Dana Ivey
Pour les articles homonymes, voir Ivey.
Dana Ivey est une actrice américaine née le 12 août 1941 à Atlanta en Géorgie.

## Biographie
Elle est principalement connue pour son rôle de Margaret Alford dans La Famille Addams et de la réceptionniste dans Maman, j'ai encore raté l'avion.

## Filmographie

### Cinéma
- 1985 : Explorers : Mme Müller
- 1985 : La Couleur pourpre : Miss Millie
- 1986 : La Brûlure : l'animatrice du mariage
- 1988 : Une autre femme : l'invité à la fête
- 1988 : Le Plus Escroc des deux : Mme Reed
- 1990 : Bons baisers d'Hollywood : la costumière
- 1991 : La Famille Addams : Margaret Alford
- 1992 : Maman, j'ai encore raté l'avion : la réceptionniste
- 1993 : Les Aventures de Huckleberry Finn : la veuve Douglas
- 1993 : L'Avocat du diable : Juge D. Tompkins
- 1993 : Nuits blanches à Seattle : Claire
- 1993 : Les Valeurs de la famille Addams : Margaret Addams
- 1995 : Les Amants du nouveau monde : Meredith Stonehall
- 1995 : Sabrina : Mack
- 1998 : Les Imposteurs : Mme Essendine
- 1998 : Simon Birch : grand-mère Wenteworth
- 1999 : Mumford : Mme Crisp
- 1999 : Walking Across Egypt : Béatrice Vernon
- 2000 : Sale Môme : Dr Alexander
- 2002 : Orange County : Vera Gantner
- 2002 : L'Amour sans préavis : Ruth Kelson
- 2003 : La blonde contre-attaque : Libby Hauser
- 2006 : A Very Serious Person : Betty
- 2007 : Broken English : Elinor Gregory
- 2007 : Rush Hour 3 : Sœur Agnès
- 2008 : La Ville fantôme : Marjorie Pickthall
- 2009 : Où sont passés les Morgan ? : Trish Pinger
- 2011 : The Importance of Being Earnest : Mlle Prism
- 2011 : La Couleur des sentiments : Gracie Higginbotham
- 2013 : Muhammad Ali's Greatest Fight : Mme Paige
- 2014 : We'll Never Have Paris : Françoise

### Télévision
- 1962 : The Beachcomber : Kahlana (1 épisode)
- 1981 : Another World : l'infirmière de la clinique (1 épisode)
- 1982 Macbeth : la sorcière
- 1985-1990 : Great Performances : Gertrude et Lady Ariadne Utterword (2 épisodes)
- 1986-1987 : Une vraie vie de rêve : Eleanor Standard (22 épisodes)
- 1989 : Un privé nommé Stryker : Gabrielle Harwood
- 1992 : Justice pour mon fils : Lois Jurgens
- 1993 : Class of'61 : Mme Julia Peyton
- 1995 : Homicide : Margie Bolander (3 épisodes)
- 1996 : New York, police judiciaire : Mlle Shore (1 épisode)
- 1997 : Frasier : Mlle Langer (1 épisode)
- 2000 : Oz : Patricia Nathan (2 épisodes)
- 2001 : Tribunal central : Dr Camille Willoughby (1 épisode)
- 2003 : The Practice : Bobby Donnell et Associés : Juge Natalie Brown (1 épisode)
- 2004 : Sex and the City : Trudy Stork (1 épisode)
- 2005 : Monk : Mme Eels (1 épisode)
- 2009 : Ugly Betty : La patiente de l'hôpital (Saison 4 épisode 16)
- 2008 : The Return of Jezebel James : Molly (1 épisode)
- 2010 : American Experience : la petite amie (1 épisode)
- 2010 : Ugly Betty : Roberta (1 épisode)
- 2010 : Broadwalk Empire : Mme McGarry (4 épisodes)
- 2013 : The Big C : Nan (1 épisode)
- 2015 : Odd Mom Out : Mme Hardwick (1 épisode)

## Voix françaises
- Nicole Favart dans :
  - La Famille Addams (1991)
  - Les Valeurs de la famille Addams (1993)
  - Muhammad Ali's Greatest Fight (2013)

- Perrette Pradier dans :
  - La Couleur pourpre (1985)
  - Nuits blanches à Seattle (1993)

- Colette Venhard dans :
  - Maman, j'ai encore raté l'avion ! (1992)
  - Sabrina (1995)

- Anna Gaylor dans :
  - Bons Baisers d'Hollywood (1990)
  - L'Amour sans préavis (2002)

- Béatrice Delfe dans Explorers (1985)
- Maria Tamar dans Le Plus Escroc des deux (1988)
- Lily Baron dans Justice pour mon fils (1992)
- Danielle Volle dans L'Avocat du diable (1993)
- Évelyn Séléna dans Sale Môme (2000)
- Sylvie Genty dans La blonde contre-attaque (2003)
- Frédérique Cantrel dans L'Échappée belle (2017)